# Dana Drešerová
Dana Drešerová (* 15. dubna 1954 Myjava) byla česká a československá politička, po sametové revoluci poslankyně Sněmovny lidu Federálního shromáždění za Komunistickou stranu Československa, později za KSČM.

## Biografie
Vystudovala medicínu na Univerzitě Jana Evangelisty Purkyně v Brně (1979) a do roku 1990 pracovala jako závodní lékařka. Ještě za studií vstoupila do KSČ (1976) a v 80. letech se jako politička uplatnila na komunální úrovni. Ve volbách roku 1990 zasedla do Sněmovny lidu (volební obvod Jihomoravský kraj) za KSČ (KSČS), která v té době byla volným svazkem obou republikových komunistických stran. Po jejím postupném rozvolňování se rozpadla na samostatnou stranu na Slovensku a v českých zemích. V roce 1991 proto Drešerová přešla do poslaneckého klubu KSČM. Ve Federálním shromáždění setrvala do voleb roku 1992.
Uvádí se jako členka volejbalového sportovního oddílu TJ Bystřice pod Hostýnem. V tomto městě působí jako praktická lékařka.